# Saluc S.A.
Saluc SA — специализированная производственная бельгийская компания, расположенная в деревне Калленелле, в валлонской провинции Эно.
Основанная в 1923 году, она изначально занималась кожевенным производством. В 1950-х годах производство заглохло, и компания переключилась на производство бильярдных шаров. Наиболее известной продукцией компании является бильярдный бренд Aramith — шары для русской пирамиды, пула и снукера. Saluc занимает более 80 % мирового рынка бильярдных шаров. Продукция компании экспортируется в 85 стран мира, 98 % продукции идёт на экспорт. Компания также производит другие виды шариков и подшипников с высокими допусками для широкого спектра промышленных и потребительских товаров, таких, например, как трекболы Logitech.
5 марта 2007 года Armand Capital Group, материнская компания Saluc, приобрела компанию C.L. Bailey Co. из Марионвилла, штат Миссури. Они также установили новые складские и служебные помещения для разделения шаров по точности, и освоения производства шаров в промышленности Соединенных Штатов.
Выручка компании в 2010 году составила 23 234 530 €.